# Escudo de los duques de Gandía Carlos de Borja y Magdalena Centelles del siglo XIX

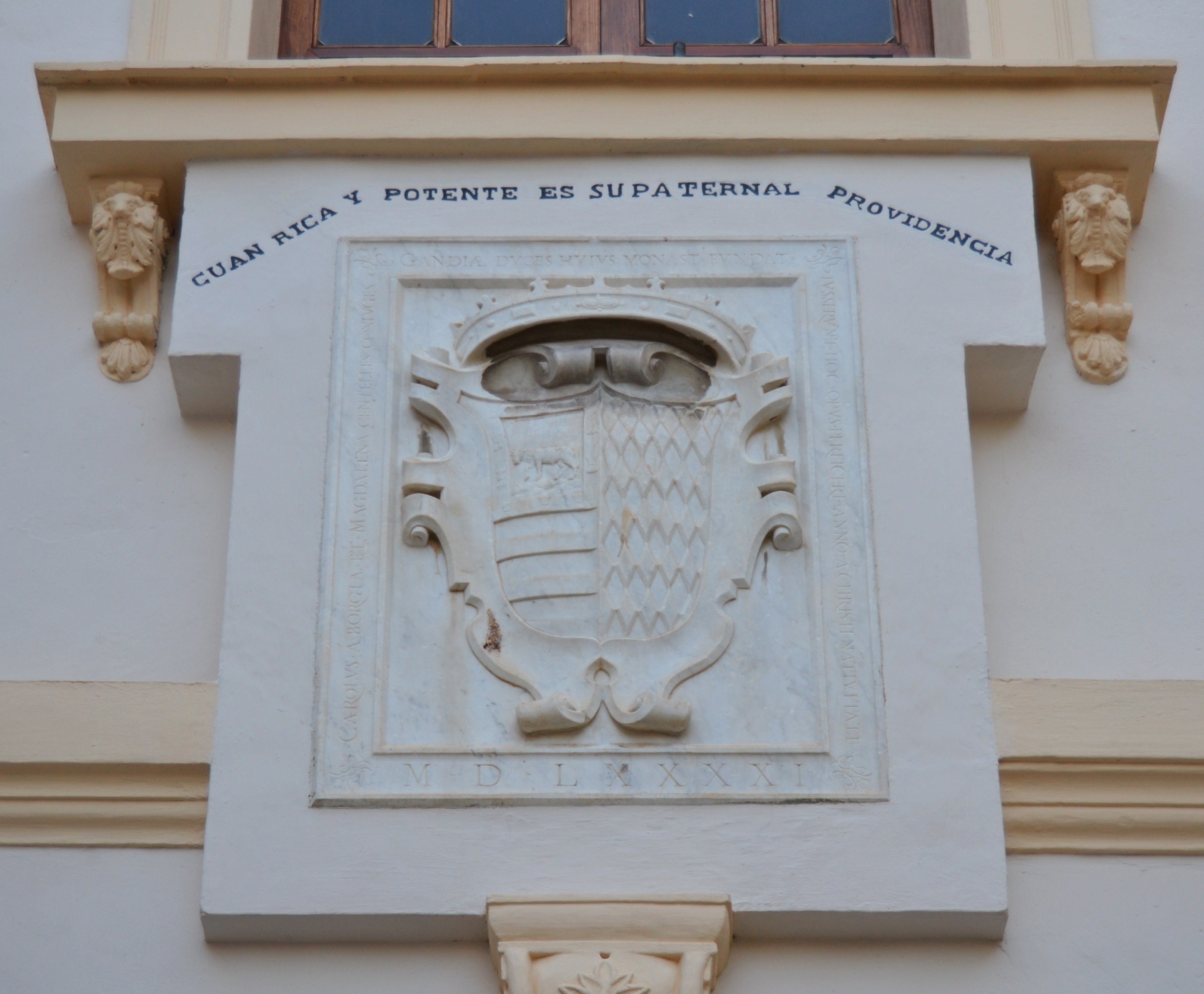

El escudo de los duques de Gandía Carlos de Borja y Magdalena Centelles del  siglo XIX, se sitúa en la antigua fachada del convento de San Roque e Iglesia del Beato,  sito en la plaza de San roque, del municipio de Gandía en la comarca de La Safor, de la provincia de Valencia. Actualmente este edificio es sede de la Biblioteca Central, del Archivo Histórico de Gandía y del Centro de Estudios e Investigaciones comarcales Alfonso el Vell. Se trata de un escudo que está catalogado como bien de interés cultural, con número de anotación ministerial 28380 y fecha de anotación 28 de noviembre de 2011, según información de la Dirección General de Patrimonio Cultural de la Consejería de Turismo, Cultura y deportes de la Generalidad Valenciana.

## Descripción
El escudo alude a los fundadores del convento franciscano de San Roque, los V duques de Gandía, Carlos de Borja y Magdalena Centelles. Es una reproducción del escudo de armas correspondiente a la fundación del convento en el siglo XVI situado en la fachada antigua del convento, que está en la actualidad trasdosada por un atrio. El escudo se sitúa en la fachada neoclásica del antiguo convento de San Roque, inaugurada  según consta en la inscripción de la misma, en el año 1871; aunque el edificio se erigió  partir de una antigua ermita dedicada a San Roque, que el franciscano Andrés Hibermón, que vivió en este convento, denominaba Iglesia del Beato; poseía un  pequeño claustro  de dos plantas. 
El escudo está labrado en mármol, tiene forma de piel de toro, lleva como adornos exteriores una ménsula enrollada hacia dentro en sus extremos superior e inferior y hacia fuera lateralmente, con bordes recortados. En el  timbre del escudo se encuentra la corona ducal que se superpone al marco con una inscripción que encuadra la ménsula:
CAROLVS • A • BORGIA • ET • MAGDALENA • CENTELLES • CON(IVGES) GANDIA • DVCES • HVIVS • MONAST • FVNDAT IVSSERVNT • HOC • OPVS • PERFICI • AN(NO) • A • CHR(ISTI) • NAT(IVITATI) M D L X X X X I
El escudo está partido y medio cortado en la mitad diestra del campo. En el primer cuartel se encuentra el Toro de gules, terrazado de sinople, bordura cosida cargada con ocho haces de sinople de los Borja. En el segundo cuartel se encuentra el losange de oro y gules de los Centelles y en el tercer cuartel las tres fajas de oro en campo de sable de los Oms. No mantienen policromía.